# Avenida Italia
Avenida Italia (pl.: Aleja Włoska) – jedna z ważniejszych ulic w Montevideo, stolicy Urugwaju.
Ulica zaczyna się w barrio Tres Cruces, na Plaza de la Democracia (pl.: Plac Demokracji), przy Bulevar General Artigas, w pobliżu dworca autobusowego Tres Cruces oraz Hospital Italiano. Kieruje się stąd na północny wschód i dalej na wschód, krzyżując się z m.in.: Avenida Dr. Américo Ricaldoni, Avenida Dr. Luis Alberto de Herrera, Bulevar José Batlle y Ordóñez oraz Avenida Bolívia. Stanowi północny brzeg parku Parque Batlle oraz południowy Parque Rivera.
Kończy się w barrio Carrasco przy moście nad potokiem o tej samej nazwie. Dalej rozgałęzia się na Avenida De Las Americas, która, jako Ruta 101, prowadzi do Portu Lotniczego Carrasco oraz Avenida Ing. Luis Giannattasia, prowadzącą przez Ciudad de la Costa do Ruta Interbalnearia.